# 木島光彦
木島 光彦（きじま みつひこ、1943年 - ）は、日本の実業家。ジャックス相談役、元代表取締役社長、社団法人全国信販協会会長。北海道出身。

## 略歴
- 1966年 高崎経済大学経済学部卒業[1]
- 1966年 北日本信用販売(現ジャックス)入社
- 1989年 同、取締役就任
- 1992年 同、常務取締役就任
- 1999年 同、専務取締役就任
- 2000年 同、代表取締役社長就任[1]
- 2005年 同、相談役就任[2]
- 2007年 社団法人全国信販協会会長就任